# 1061
| 1061               |
| ------------------ |
| Dødsfald - Fødsler |
|                    |

| Gregoriansk kalender | 1061 MLXI               |
| Ab urbe condita      | 1814                    |
| Armensk kalender     | 510 ԹՎ ՇԺ               |
| Kinesiske kalender   | 3757 – 3758 庚子 – 辛丑 |
| Etiopisk kalender    | 1053 – 1054             |
| Jødisk kalender      | 4821 – 4822             |
| Hindukalendere       |                         |
| - Vikram Samvat      | 1116 – 1117             |
| - Shaka Samvat       | 983 – 984               |
| - Kali Yuga          | 4162 – 4163             |
| Iransk kalender      | 439 – 440               |
| Islamisk kalender    | 453 – 454               |

Konge i Danmark: Svend 2. Estridsen 1047-1074
Se også 1061 (tal)

## Begivenheder
- 24. april - Halleys komet ses som et varsel om den kommende invasion af England